# Metzgeria pinguis
Metzgeria pinguis là một loài Rêu trong họ Metzgeriaceae. Loài này được (L.) Corda mô tả khoa học đầu tiên năm 1829.